# Championnat de France de rugby à XIII 1962-1963
Navigation
Édition précédente Édition suivante
Le Championnat de France de rugby à XIII 1962-1963 oppose pour la saison 1962-1963 les meilleures équipes françaises de rugby à XIII au nombre de dix-sept.

## Liste des équipes en compétition
| Albi Avignon Bordeaux-Facture Carcassonne Cavaillon Lézignan Marseille Montpellier XIII Catalan La Réole Roanne Saint-Gaudens Tonneins Toulouse O. Villefranche Villeneuve |

Dix-sept équipes participent au championnat de France de première division avec le retrait de Carpentras contrebalancé par l'arrivée de Bordeaux.

## Déroulement de la compétition

### Classement de la première phase
| Rang | Nom                | Points | Matchs |
| ---- | ------------------ | ------ | ------ |
| 1    | Albi               | ?      | ?      |
| 2    | Villeneuve-sur-Lot | ?      | ?      |
| 3    | Avignon            | ?      | ?      |
| 4    | XIII Catalan       | ?      | ?      |
| 5    | Toulouse           | ?      | ?      |
| 6    | Marseille          | ?      | ?      |
| 7    | Cavaillon          | ?      | ?      |
| 8    | Tonneins           | ?      | ?      |

| Rang | Nom           | Points | Matchs |
| ---- | ------------- | ------ | ------ |
| 1    | Carcassonne   | ?      | ?      |
| 2    | Roanne        | ?      | ?      |
| 3    | Lézignan      | ?      | ?      |
| 4    | Saint-Gaudens | ?      | ?      |
| 5    | Limoux        | ?      | ?      |
| 6    | Montpellier   | ?      | ?      |
| 7    | Villefranche  | ?      | ?      |
| 8    | La Réole      | ?      | ?      |
| 9    | Carpentras    | ?      | ?      |

|  | Qualifié pour le groupe des dix  |
|  | Qualifié pour le groupe des sept |

### Classement de la deuxième phase
| Rang | Nom                | Points | Matchs |
| ---- | ------------------ | ------ | ------ |
| 1    | Carcassonne        | 60     | ?      |
| 2    | Roanne             | 60     | ?      |
| 3    | Lézignan           | 57     | ?      |
| 4    | Saint-Gaudens      | 55     | ?      |
| 5    | Villeneuve-sur-Lot | 52     | ?      |
| 6    | Albi               | 50     | ?      |
| 7    | XIII Catalan       | 49     | ?      |
| 8    | Toulouse           | 46     | ?      |
| 9    | Avignon            | 44     | ?      |
| 10   | Limoux             | 44     | ?      |

| Rang | Nom          | Points | Matchs |
| ---- | ------------ | ------ | ------ |
| 1    | Marseille    | 46     | ?      |
| 2    | Villefranche | 44     | ?      |
| 3    | Cavaillon    | 38     | ?      |
| 4    | La Réole     | 36     | ?      |
| 5    | Montpellier  | 36     | ?      |
| 6    | Carpentras   | 22     | ?      |
| 7    | Tonneins     | 14     | ?      |

|  | Qualifié pour les quarts de finale |
|  | Qualifié pour les barrages         |

## Phase finale
|  | Barrages           | Barrages             | Barrages                   | Barrages           |                             |               | Quarts de finale             | Quarts de finale             | Quarts de finale             | Quarts de finale             |  |  | Demi-finales                | Demi-finales                | Demi-finales                | Demi-finales                |  |  | Finale                     | Finale                     | Finale                     | Finale                     |
|  |                    |                      |                            |                    |                             |               |                              |                              |                              |                              |  |  |                             |                             |                             |                             |  |  |                            |                            |                            |                            |
|  |                    |                      |                            |                    |                             |               | Le 28 avril 1963 à Perpignan | Le 28 avril 1963 à Perpignan | Le 28 avril 1963 à Perpignan | Le 28 avril 1963 à Perpignan |  |  | Le 5 mai 1963 à Carcassonne | Le 5 mai 1963 à Carcassonne | Le 5 mai 1963 à Carcassonne | Le 5 mai 1963 à Carcassonne |  |  | Le 12 mai 1963 à Perpignan | Le 12 mai 1963 à Perpignan | Le 12 mai 1963 à Perpignan | Le 12 mai 1963 à Perpignan |
|  |                    |                      |                            |                    |                             |               | Le 28 avril 1963 à Perpignan | Le 28 avril 1963 à Perpignan | Le 28 avril 1963 à Perpignan | Le 28 avril 1963 à Perpignan |  |  | Le 5 mai 1963 à Carcassonne | Le 5 mai 1963 à Carcassonne | Le 5 mai 1963 à Carcassonne | Le 5 mai 1963 à Carcassonne |  |  | Le 12 mai 1963 à Perpignan | Le 12 mai 1963 à Perpignan | Le 12 mai 1963 à Perpignan | Le 12 mai 1963 à Perpignan |
|  |                    |                      |                            |                    |                             |               | Le 28 avril 1963 à Perpignan | Le 28 avril 1963 à Perpignan | Le 28 avril 1963 à Perpignan | Le 28 avril 1963 à Perpignan |  |  | Le 5 mai 1963 à Carcassonne | Le 5 mai 1963 à Carcassonne | Le 5 mai 1963 à Carcassonne | Le 5 mai 1963 à Carcassonne |  |  | Le 12 mai 1963 à Perpignan | Le 12 mai 1963 à Perpignan | Le 12 mai 1963 à Perpignan | Le 12 mai 1963 à Perpignan |
|  |                    |                      |                            |                    |                             |               | Le 28 avril 1963 à Perpignan | Le 28 avril 1963 à Perpignan | Le 28 avril 1963 à Perpignan | Le 28 avril 1963 à Perpignan |  |  | Le 5 mai 1963 à Carcassonne | Le 5 mai 1963 à Carcassonne | Le 5 mai 1963 à Carcassonne | Le 5 mai 1963 à Carcassonne |  |  | Le 12 mai 1963 à Perpignan | Le 12 mai 1963 à Perpignan | Le 12 mai 1963 à Perpignan | Le 12 mai 1963 à Perpignan |
|  | FC Lézignan        | FC Lézignan          | 22                         | 22                 |                             |               |                              |                              |                              |                              |  |  | Le 5 mai 1963 à Carcassonne | Le 5 mai 1963 à Carcassonne | Le 5 mai 1963 à Carcassonne | Le 5 mai 1963 à Carcassonne |  |  | Le 12 mai 1963 à Perpignan | Le 12 mai 1963 à Perpignan | Le 12 mai 1963 à Perpignan | Le 12 mai 1963 à Perpignan |
|  | FC Lézignan        | FC Lézignan          | 22                         | 22                 | Le 21 avril 1963 à Avignon  |               |                              |                              |                              |                              |  |  | Le 5 mai 1963 à Carcassonne | Le 5 mai 1963 à Carcassonne | Le 5 mai 1963 à Carcassonne | Le 5 mai 1963 à Carcassonne |  |  | Le 12 mai 1963 à Perpignan | Le 12 mai 1963 à Perpignan | Le 12 mai 1963 à Perpignan | Le 12 mai 1963 à Perpignan |
|  |                    |                      | Marseille                  | Marseille          | 8                           | 8             |                              |                              |                              |                              |  |  | Le 5 mai 1963 à Carcassonne | Le 5 mai 1963 à Carcassonne | Le 5 mai 1963 à Carcassonne | Le 5 mai 1963 à Carcassonne |  |  | Le 12 mai 1963 à Perpignan | Le 12 mai 1963 à Perpignan | Le 12 mai 1963 à Perpignan | Le 12 mai 1963 à Perpignan |
|  | Marseille          | Marseille            | Marseille                  | Marseille          | 8                           | 8             | 19                           | 19                           |                              |                              |  |  | Le 5 mai 1963 à Carcassonne | Le 5 mai 1963 à Carcassonne | Le 5 mai 1963 à Carcassonne | Le 5 mai 1963 à Carcassonne |  |  | Le 12 mai 1963 à Perpignan | Le 12 mai 1963 à Perpignan | Le 12 mai 1963 à Perpignan | Le 12 mai 1963 à Perpignan |
|  | Marseille          | Marseille            | Le 28 avril 1963 à Limoges |                    |                             |               | 19                           | 19                           |                              |                              |  |  | Le 5 mai 1963 à Carcassonne | Le 5 mai 1963 à Carcassonne | Le 5 mai 1963 à Carcassonne | Le 5 mai 1963 à Carcassonne |  |  | Le 12 mai 1963 à Perpignan | Le 12 mai 1963 à Perpignan | Le 12 mai 1963 à Perpignan | Le 12 mai 1963 à Perpignan |
|  | Albi               | Albi                 | 0                          | 0                  |                             |               |                              |                              |                              |                              |  |  | Le 5 mai 1963 à Carcassonne | Le 5 mai 1963 à Carcassonne | Le 5 mai 1963 à Carcassonne | Le 5 mai 1963 à Carcassonne |  |  | Le 12 mai 1963 à Perpignan | Le 12 mai 1963 à Perpignan | Le 12 mai 1963 à Perpignan | Le 12 mai 1963 à Perpignan |
|  | Albi               | Albi                 | 0                          | 0                  | FC Lézignan                 | FC Lézignan   | 16                           | 16                           |                              |                              |  |  |                             |                             |                             |                             |  |  | Le 12 mai 1963 à Perpignan | Le 12 mai 1963 à Perpignan | Le 12 mai 1963 à Perpignan | Le 12 mai 1963 à Perpignan |
|  |                    |                      |                            |                    | FC Lézignan                 | FC Lézignan   | 16                           | 16                           |                              |                              |  |  |                             |                             |                             |                             |  |  | Le 12 mai 1963 à Perpignan | Le 12 mai 1963 à Perpignan | Le 12 mai 1963 à Perpignan | Le 12 mai 1963 à Perpignan |
|  |                    |                      | Roanne                     | Roanne             | 8                           | 8             |                              |                              |                              |                              |  |  |                             |                             |                             |                             |  |  | Le 12 mai 1963 à Perpignan | Le 12 mai 1963 à Perpignan | Le 12 mai 1963 à Perpignan | Le 12 mai 1963 à Perpignan |
|  |                    |                      |                            |                    | 8                           | 8             |                              |                              |                              |                              |  |  |                             |                             |                             |                             |  |  | Le 12 mai 1963 à Perpignan | Le 12 mai 1963 à Perpignan | Le 12 mai 1963 à Perpignan | Le 12 mai 1963 à Perpignan |
|  |                    | Le 5 mai 1963 à Albi |                            |                    |                             |               |                              |                              |                              |                              |  |  |                             |                             |                             |                             |  |  | Le 12 mai 1963 à Perpignan | Le 12 mai 1963 à Perpignan | Le 12 mai 1963 à Perpignan | Le 12 mai 1963 à Perpignan |
|  |                    |                      |                            |                    |                             |               |                              |                              |                              |                              |  |  |                             |                             |                             |                             |  |  | Le 12 mai 1963 à Perpignan | Le 12 mai 1963 à Perpignan | Le 12 mai 1963 à Perpignan | Le 12 mai 1963 à Perpignan |
|  | Roanne             | Roanne               | 5 (a.p.)                   | 5 (a.p.)           |                             |               |                              |                              |                              |                              |  |  |                             |                             |                             |                             |  |  | Le 12 mai 1963 à Perpignan | Le 12 mai 1963 à Perpignan | Le 12 mai 1963 à Perpignan | Le 12 mai 1963 à Perpignan |
|  | Roanne             | Roanne               | 5 (a.p.)                   | 5 (a.p.)           | Le 21 avril 1963 à Lézignan |               |                              |                              |                              |                              |  |  |                             |                             |                             |                             |  |  | Le 12 mai 1963 à Perpignan | Le 12 mai 1963 à Perpignan | Le 12 mai 1963 à Perpignan | Le 12 mai 1963 à Perpignan |
|  |                    |                      | XIII Catalan               | XIII Catalan       | 5                           | 5             |                              |                              |                              |                              |  |  |                             |                             |                             |                             |  |  | Le 12 mai 1963 à Perpignan | Le 12 mai 1963 à Perpignan | Le 12 mai 1963 à Perpignan | Le 12 mai 1963 à Perpignan |
|  | XIII Catalan       | XIII Catalan         | XIII Catalan               | XIII Catalan       | 5                           | 5             | 16                           | 16                           |                              |                              |  |  |                             |                             |                             |                             |  |  | Le 12 mai 1963 à Perpignan | Le 12 mai 1963 à Perpignan | Le 12 mai 1963 à Perpignan | Le 12 mai 1963 à Perpignan |
|  | XIII Catalan       | XIII Catalan         | Le 28 avril 1963 à Bayonne |                    |                             |               | 16                           | 16                           |                              |                              |  |  |                             |                             |                             |                             |  |  | Le 12 mai 1963 à Perpignan | Le 12 mai 1963 à Perpignan | Le 12 mai 1963 à Perpignan | Le 12 mai 1963 à Perpignan |
|  | Avignon            | Avignon              | 7                          | 7                  |                             |               |                              |                              |                              |                              |  |  |                             |                             |                             |                             |  |  | Le 12 mai 1963 à Perpignan | Le 12 mai 1963 à Perpignan | Le 12 mai 1963 à Perpignan | Le 12 mai 1963 à Perpignan |
|  | Avignon            | Avignon              | 7                          | 7                  | FC Lézignan                 | FC Lézignan   | 20                           | 20                           |                              |                              |  |  |                             |                             |                             |                             |  |  |                            |                            |                            |                            |
|  |                    |                      |                            |                    | FC Lézignan                 | FC Lézignan   | 20                           | 20                           |                              |                              |  |  |                             |                             |                             |                             |  |  |                            |                            |                            |                            |
|  |                    |                      | Saint-Gaudens              | Saint-Gaudens      | 13                          | 13            |                              |                              |                              |                              |  |  |                             |                             |                             |                             |  |  |                            |                            |                            |                            |
|  |                    |                      |                            |                    | 13                          | 13            |                              |                              |                              |                              |  |  |                             |                             |                             |                             |  |  |                            |                            |                            |                            |
|  |                    |                      |                            |                    |                             |               |                              |                              |                              |                              |  |  |                             |                             |                             |                             |  |  |                            |                            |                            |                            |
|  |                    |                      |                            |                    |                             |               |                              |                              |                              |                              |  |  |                             |                             |                             |                             |  |  |                            |                            |                            |                            |
|  | Saint-Gaudens      | Saint-Gaudens        | 19                         | 19                 |                             |               |                              |                              |                              |                              |  |  |                             |                             |                             |                             |  |  |                            |                            |                            |                            |
|  | Saint-Gaudens      | Saint-Gaudens        | 19                         | 19                 | Le 21 avril 1963 à La Réole |               |                              |                              |                              |                              |  |  |                             |                             |                             |                             |  |  |                            |                            |                            |                            |
|  |                    |                      | Villeneuve-sur-Lot         | Villeneuve-sur-Lot | 10                          | 10            |                              |                              |                              |                              |  |  |                             |                             |                             |                             |  |  |                            |                            |                            |                            |
|  | Villeneuve-sur-Lot | Villeneuve-sur-Lot   | Villeneuve-sur-Lot         | Villeneuve-sur-Lot | 10                          | 10            | 20                           | 20                           |                              |                              |  |  |                             |                             |                             |                             |  |  |                            |                            |                            |                            |
|  | Villeneuve-sur-Lot | Villeneuve-sur-Lot   | Le 28 avril 1963 à Limoux  |                    |                             |               | 20                           | 20                           |                              |                              |  |  |                             |                             |                             |                             |  |  |                            |                            |                            |                            |
|  | Villefranche       | Villefranche         | 4                          | 4                  |                             |               |                              |                              |                              |                              |  |  |                             |                             |                             |                             |  |  |                            |                            |                            |                            |
|  | Villefranche       | Villefranche         | 4                          | 4                  | Saint-Gaudens               | Saint-Gaudens | 16                           | 16                           |                              |                              |  |  |                             |                             |                             |                             |  |  |                            |                            |                            |                            |
|  |                    |                      |                            |                    | Saint-Gaudens               | Saint-Gaudens | 16                           | 16                           |                              |                              |  |  |                             |                             |                             |                             |  |  |                            |                            |                            |                            |
|  |                    |                      | Carcassonne                | Carcassonne        | 12                          | 12            |                              |                              |                              |                              |  |  |                             |                             |                             |                             |  |  |                            |                            |                            |                            |
|  |                    |                      |                            |                    | 12                          | 12            |                              |                              |                              |                              |  |  |                             |                             |                             |                             |  |  |                            |                            |                            |                            |
|  |                    |                      |                            |                    |                             |               |                              |                              |                              |                              |  |  |                             |                             |                             |                             |  |  |                            |                            |                            |                            |
|  |                    |                      |                            |                    |                             |               |                              |                              |                              |                              |  |  |                             |                             |                             |                             |  |  |                            |                            |                            |                            |
|  | Carcassonne        | Carcassonne          | 8                          | 8                  |                             |               |                              |                              |                              |                              |  |  |                             |                             |                             |                             |  |  |                            |                            |                            |                            |
|  | Carcassonne        | Carcassonne          | 8                          | 8                  | Le 21 avril 1963 à La Réole |               |                              |                              |                              |                              |  |  |                             |                             |                             |                             |  |  |                            |                            |                            |                            |
|  |                    |                      | Limoux                     | Limoux             | 4                           | 4             |                              |                              |                              |                              |  |  |                             |                             |                             |                             |  |  |                            |                            |                            |                            |
|  | Limoux             | Limoux               | Limoux                     | Limoux             | 4                           | 4             | 7                            | 7                            |                              |                              |  |  |                             |                             |                             |                             |  |  |                            |                            |                            |                            |
|  | Limoux             | Limoux               |                            |                    |                             |               |                              | 7                            |                              |                              |  |  |                             |                             |                             |                             |  |  |                            |                            |                            |                            |
|  | Toulouse           | Toulouse             | 2                          | 2                  |                             |               |                              |                              |                              |                              |  |  |                             |                             |                             |                             |  |  |                            |                            |                            |                            |
|  | Toulouse           | Toulouse             | 2                          | 2                  |                             |               |                              |                              |                              |                              |  |  |                             |                             |                             |                             |  |  |                            |                            |                            |                            |
|  |                    |                      |                            |                    |                             |               |                              |                              |                              |                              |  |  |                             |                             |                             |                             |  |  |                            |                            |                            |                            |

### Finale
(mt : -)
Points marqués :
- Lézignan: 4 essais de G. Benausse (14e), R. Benausse (37e) et de Carrère (46e et 49e) ; 3 transformations de Lacaze ; 1 pénalité de Lacaze.
- Saint-Gaudens: 3 essais de Marracq (69e), Caujolle (74e) et Mantoulan (80e) ; 1 transformation de Mantoulan ;  1 drop de Rives (2e).

Évolution du score : 
Homme du match : André Lacaze
Arbitre : M. Cassan
Spectateurs : 12 200
Recette : 78 880 francs
Composition des équipes :
- Lézignan: André Carrère - Michel Boule, André Fabry, René Castel, René Benausse - Gilbert Benausse, Antoine Esquiva - Jacques Poux, André Casas, Joseph Denarnaud, Joseph Coll, Guy Madaule, André Lacaze - Entraîneur : Gaston Calixte
- Saint-Gaudens: Sanchez - Jean Nédorézoff, Martinez, Claude Mantoulan, Robert Séville - André Rives, D. Bardès - Eugène, Paul Caujolle, Moret, Armand Save, Henri Marracq, Jean Barthe - Entraîneur :

## Effectifs des équipes présentes
| Lézignan    | Gilbert Benausse René Benausse Michel Boule André Carrère André Casas René Castel Coll Joseph Denarnaud Antoine Esquiva André Fabry André Lacaze Guy Madaule Jacques Poux Entraîneur : Gaston Calixte              | Saint-Gaudens      | D. Bardès Jean Barthe Paul Caujolle Eugène Claude Mantoulan Martinez Henri Marracq Moret Jean Nédorézoff Gilbert Pujol André Rives Sanchez Armand Save Robert Séville                                    |
| Carcassonne | Pierre Azalbert Jean Cabrol Henri Castel Camille Combeau Pierre Dubié Laurent Faletti François Gril André Marty Antoine Pennavayre Louis Poletti Laurent Roldos René Ségura Louis Vergé Entraîneur : Félix Bergèse | Toulouse           | Georges Aillères André Archidec Baselga Jean Etcheberry Joseph Guiraud Jean Kaczmarek Pierre Lacaze Le Camis Roger Llanas Gérard Lô Marquet Aimé Ourliac Pierre Parpagiola Jacques Sarramona Hugues Viès |
| Roanne      | Gérard Chalet Robert Eramouspé Serge Estiau Jean-Claude Lauga Jacques Fernandez Jambon Antoine Montcel Aldo Quaglio Jean Rouqueirol Bernard Vizier                                                                 | Villeneuve-sur-Lot | Étienne Courtine Roger Garnung Jacques Gruppi Raymond Gruppi Jacques Merquey Christian Sabatié |
| La Réole    | Angélo Boldini Roger Bravo Dubourg Turpin | Villefranche       | Serge Tonus |
| Limoux      | Pierre Escourrou | XIII Catalan       | Yves Civil |
| Marseille   | Alain Doulieu | Albi               | Yves Bégou Honoré Conti Bernard Fabre Roger Garrigue André Vadon José Vergniory Jean Villeneuve Entraîneur : Marcel Blanc                                                                                |
| Avignon     | Louis Calmet Marius Frattini | Montpellier        | Pierre Plô |